# Hesjön, Småland
Hesjön är en sjö i Hultsfreds kommun i Småland och ingår i Emåns huvudavrinningsområde. Sjön har ett medeldjup på 3,2 meter och ett maxdjup på 7-11 meter, en yta på 0,367 kvadratkilometer och är belägen 107,3 meter över havet. Vid provfiske har abborre, gädda, mört och ruda fångats i sjön. Tillrinningsområdet är ca 4,7 kvadratkilometer med en karaktär av barrskog och mossar. En smalspårig järnväg korsar sjön på sträckan Hultsfred-Växjö. De två delarna av sjön förbinds under järnvägen med en kanal. Utloppet går via en liten bäck som passerar under en järnvägsbro bestående av ett stenvalv. Efter ca 2 km ansluts bäcken till Emån.
Höga raritetsvärden finns i sjön som består av den naturligt sällsynta flodkräftan och den mycket sällsynta pungräkan (Mysis relicta).

## Delavrinningsområde
Hesjön ingår i det delavrinningsområde som SMHI kallar för Ovan Silverån. Medelhöjden är 111 meter över havet och ytan är 17,38 kvadratkilometer. Räknas de 149 avrinningsområdena uppströms in blir den ackumulerade arean 2 101,03 kvadratkilometer. Avrinningsområdets utflöde Emån mynnar i havet. Avrinningsområdet består mestadels av skog (61 procent) och jordbruk (16 procent). Avrinningsområdet har 0,37 kvadratkilometer vattenytor vilket ger det en sjöprocent på 2,1 procent. Bebyggelsen i området täcker en yta av 1,94 kvadratkilometer eller 11 procent av avrinningsområdet.